# Caisse d'escompte du commerce
Ne doit pas être confondu avec Caisse d'escompte.
La Caisse d'escompte du commerce est une banque française fondée le 24 novembre 1797 à Paris et fermée le 24 septembre 1803, après fusion avec la Banque de France. 

## Fonctionnement

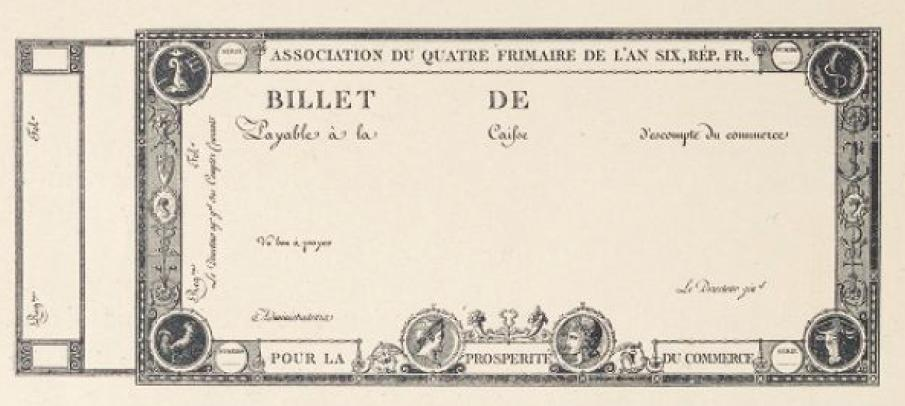
Billet et talon hypothécaires de la Caisse, état vierge, avant inscription des montants, dates et signatures (1798).

Avec la Caisse des comptes courants (fondée en juin 1796), la Banque territoriale (fondée en avril 1799), le Comptoir commercial, appelé aussi la « Caisse de Jabach » (fondée fin 1800), la Caisse d'escompte du commerce est l'une des quatre grosses banques fondées sous le Directoire, participant à la réorganisation financière du pays, tandis que se profilait déjà la création de la Banque de France. Cette période de libéralisme bancaire devait durer jusqu'en 1803, époque à laquelle Bonaparte assigne à la Banque de France un rôle centralisateur en matière de contrôle du crédit et d'émission de monnaie.
Formée le 4 frimaire An VI (24 novembre 1797) au 5 rue Ménars à Paris, l'« Association pour la prospérité du commerce », surnommée Caisse d'escompte du commerce, profite de la grande liberté laissée aux négociants désireux de fonder une maison de banque : le Directoire souhaite ainsi favoriser les échanges commerciaux, l'accélération de la circulation monétaire et sans doute l'apparition d'effets de commerce garantis et moins onéreux, après l'échec de l'assignat.
La mission que se donne cette caisse peut se définir ainsi : permettre plus facilement aux commerçants de recourir à l'escompte de leurs effets de commerce. Alors que la Caisse des comptes courants exigeait trois signatures pour que le commerçant puisse transformer une lettre de change ou une traite en monnaie métallique et faire ainsi endosser la créance par la dite Caisse, moyennant un taux d'intérêt mensuel (3 % en moyenne), la Caisse d'escompte du commerce ne se contente que de deux signatures (le commerçant et l'acheteur) et abaisse son taux d'intérêt à 1 %. Elle promet aussi de payer l'effet sous deux mois (au lieu de quatre, voire six), ce qui permet au commerçant d'obtenir un niveau de trésorerie supérieur. 
Les statuts de la Caisse prévoient une augmentation de capital en fonction des apports des différents actionnaires nommés « associés », qui sont en général des négociants, de gros commerçants, voire des banquiers. 
Parmi ceux-ci, se trouvent par exemple les frères Jubié, industriels du textile de la région de La Sône, en lien avec l'armateur basque Pierre-Léon Basterrèche, mais aussi Antoine-Narcisse Lafond, fils d'un marchand de vin parisien, qui administra un temps la Caisse, ainsi que le fit le financier André-Daniel Laffon de Ladebat.
Chaque action, comme droit d'entrée au capital, vaut 10 000 francs. La première émission comprend 200 actions soit 2 millions de capital. Au départ, ils sont 47 formant un capital de moins d'un demi million de francs, ce qui représente un demi échec.
Au bout d'un an, fin 1798, le rendement promis par action est de 13 % mais le nombre d'actionnaires plafonne à 103. Aussi, les administrateurs de la Caisse imagine une nouvelle méthode pour intéresser le nouvel associé : s'il apporte en gage un bien immobilier, en échange de celui-ci, hypothéqué, la Caisse offre 20 billets de 500 francs et donc réduit l'apport en métal précieux. La Caisse, de son côté, n'entend plus non plus débourser uniquement des espèces métalliques et monnaye ses effets. Fin 1799, le nombre d'associés monte à 253 ; fin 1800, il est à 355 ; fin 1801, il est à 596 soit un capital de 24 millions de francs dont 6 millions couverts en espèces métalliques. La Caisse est donc hautement rentable et la valeur des effets escomptés dépasse 150 millions de francs par an.
En octobre 1798, la Caisse des comptes courants traverse une crise : l'un de ses fondateurs, Augustin Monneron, prend la fuite, emportant près de 2,5 millions de francs-or. Le directeur général, Martin Garat, reçoit alors une aide compensatoire substantielle de la Caisse d'escompte du commerce.
Les premiers billets de la Caisse d'escompte du commerce (cf. illustration) commencent à circuler et s'échanger entre négociants, ils n'ont pas cours légal mais anticipent les premières émissions de billets de banque garantis par l’État en 1803. Selon Louis Bergeron, on ne peut les assimiler à des billets de banque moderne mais bien à une forme de monnaie fiduciaire.
Fin 1801, le Gouvernement interdit à la Caisse d'augmenter son capital, voulant ainsi protéger le développement de la toute nouvelle Banque de France, également banque privée. Par la suite, la Caisse ne peut plus émettre d'effets d'escompte. En octobre 1802, le Courrier de Londres, un quotidien britannique, rapporte que le Gouvernement français s'efforce de détruire la Caisse en présentant en une seule journée des effets d'une valeur de 3 millions de francs aux comptoirs rue Ménars mais ceux-ci sont honorés. « Quelques jours plus tard, un détachement de soldats investit la maison occupée par les bureaux de la Caisse d'escompte du commerce, s'empare de tous les livres et papiers, fait sortir les commis, et ferme les bureaux ».
Au début de l'année 1803, commencent les négociations de fusion avec la Banque de France et apparaissent de nombreuses dissensions parmi les actionnaires et au sein de l'équipe dirigeante qui ne se reconnaissent pas dans le sort de la Caisse des comptes courants, laquelle avait fusionnée trois ans plus tôt avec la Banque. En janvier, Jean Poulard, l'agent général des comptes courants de la Caisse disparaît avec une forte somme, mais, étrangement, aucun mouvement de panique de la part des clients n'est enregistré.
Le 8 août 1803, les termes de la fusion sont arrêtés : chaque action de la Caisse donnerait droit à 5 actions de la Banque de France. La dissolution est effective le 24 septembre 1803.